# 機場警區障礙訓練場
機場警區障礙訓練場（英語：Airport District Assault Course）位於香港赤鱲角島航膳西路8號機場警署之內，佔逾400平方米，於2010年9月9日正式啟用，為香港警務處機場特警組的訓練設施之一，是一座具有高水平及具多元化訓練效能的場所。

## 設施
機場警區障礙訓練場設有草坡、爬行陣、高牆、攀架、10米高游繩下降塔及繩網陣等。為確保安全，訓練場經過警隊進行風險評估，並且聘請了機電工程署及註冊建築顧問作全面的安全性檢查，同時，部分高檯設施更安裝了避雷設施。此外，場內設有飲水機及灑水降溫系統。

## 歷史
為節省機場特警組人員往返警察機動部隊總部作障礙訓練的交通時間，警隊遂於機場警區籌備建設障礙訓練場，設計則由機場特警組提供建議及意見。於2010年9月9日，機場警區障礙訓練場由新界南總區警務處助理處長謝樹俊主持開幕儀式，正式啟用，為繼警察機動部隊總部以外，另一個特定設計的障礙訓練場，並且開放予其他警察部門作訓練使用。

## 相關參見
- 機場特警組戰術訓練場